# 380 Fiducia
380 Fiducia је астероид главног астероидног појаса са пречником од приближно 73,19 km.
Афел астероида је на удаљености од 2,983 астрономских јединица (АЈ) од Сунца, а перихел на 2,372 АЈ.
Ексцентрицитет орбите износи 0,114, инклинација (нагиб) орбите у односу на раван еклиптике 6,156 степени, а орбитални период износи 1600,435 дана (4,381 године).
Апсолутна магнитуда астероида је 9,42 а геометријски албедо 0,056.
Астероид је откривен 8. јануара 1894. године.